# Хјурон (Јужна Дакота)
Хјурон (енгл. Huron) град је у америчкој савезној држави Јужна Дакота.

## Демографија
По попису из 2010. године број становника је 12.592, што је 699 (5,9%) становника више него 2000. године.
| Група             | 2000.          | 2010.          |
| Белци             | 11.332 (95,3%) | 10.319 (81,9%) |
| Афроамериканци    | 114 (1,0%)     | 132 (1,0%)     |
| Азијати           | 50 (0,4%)      | 618 (4,9%)     |
| Хиспаноамериканци | 143 (1,2%)     | 1.234 (9,8%)   |
| Укупно            | 11.893         | 12.592         |